# James Madison Porter
James Madison Porter (Norristown, 6 gennaio 1793 – Easton, 11 novembre 1862) è stato un politico statunitense.

## Biografia
Fu il diciottesimo segretario alla Guerra degli Stati Uniti durante la presidenza di John Tyler  (10º presidente). Studiò alla Norristown Academy (scuola della sua città natale). Si trasferì poi a Filadelfia, entrò  come volontario nella milizia.
Sposò Eliza Michler (1803-1866) nel 1821, che morì il 2 marzo 1866. Alla sua morte il corpo venne sepolto nell'Easton Cemetery in Easton, stato della Pennsylvania.